# Åstrup Møllebæk
Åstrup Møllebæk er et mindre vandløb i Vendsyssel.
Bækken løber fra Svanelunden i Hjørring. Efter få kilometer får den tilløb af Friskbæk.
Til sidst løber bækken ud til Liver Å, som har sit udløb i Nordsøen ved Kærsgård Strand.